# Martignana di Po
Martignana di Po ist eine norditalienische Gemeinde (comune) mit 2005 Einwohnern (Stand 31. Dezember 2023) in der Provinz Cremona in der Lombardei. Die Gemeinde liegt etwa 32 Kilometer ostsüdöstlich von Cremona. Der Po begrenzt die Gemeinde im Süden zur Provinz Parma (Emilia-Romagna).

## Verkehr
Durch die Gemeinde führt die frühere Strada Statale 343 Asolana (heute eine Provinzstraße) von Parma nach Castiglione delle Stiviere.